# Bellinzago Lombardo
Bellinzago Lombardo là một đô thị ở tỉnh Milano thuộc vùng Lombardia của Italia, khoảng 25 km về phía đông bắc củaMilano. Đến thời điểm 31 tháng 12 năm 2004, dân số đô thị này là 3.672 người, diện tích là 4,5 km².
Bellinzago Lombardo giáp các đô thị: Gessate, Inzago, Gorgonzola, Pozzuolo Martesana.